# Walter Reuther
Walter Philip Reuther (1 de setembro de 1907 – 9 de maio de 1970) foi um líder sindicalista estadunidense, que fez da União dos Trabalhadores Automobilísticos uma grande força, não apenas na indústria automobilística, mas também no Partido Democrata, na metade do século XX.
Era um socialista no início dos anos 1930, e tornou-se um líder liberal e sustentador da união New Deal. Mais tarde, na década de 1940, tornou-se um líder anti-comunista e um defensor da guerra fria e da guerra do Vietnã.